# 1836
| 1836                                  |
| ------------------------------------- |
| Dødsfald - Fødsler                    |
| • Begivenheder • Litteratur • Politik |

| Gregoriansk kalender | 1836 MDCCCXXXVI         |
| Ab urbe condita      | 2589                    |
| Armensk kalender     | 1285 ԹՎ ՌՄՁԵ            |
| Kinesiske kalender   | 4532 – 4533 乙未 – 丙申 |
| Etiopisk kalender    | 1828 – 1829             |
| Jødisk kalender      | 5596 – 5597             |
| Hindukalendere       |                         |
| - Vikram Samvat      | 1891 – 1892             |
| - Shaka Samvat       | 1758 – 1759             |
| - Kali Yuga          | 4937 – 4938             |
| Iransk kalender      | 1214 – 1215             |
| Islamisk kalender    | 1252 – 1253             |

Året 1836 var et skudår og begyndte med en fredag.
Konge i Danmark: Frederik 6. 1808-1839
Se også 1836 (tal)

## Begivenheder

### Februar
- 6. februar - Charles Darwin når om bord på HMS Beagle frem til Diemens Land (Tasmanien)

- 23. februar Belejringen af Alamo, Texas begynder
- 25. februar – Samuel Colt indgiver patentanmeldelse på sin revolver

### Marts
- 2. marts - Republikken Texas erklærer sig uafhængig af Mexico
- 5. marts - Samuel Colt producerer sin første pistol, 34-caliber "Texas" model
- 6. marts – efter 13 dages belejring indtager 3.000 mexicanske soldater Alamo. Af de 189 forsvarende overlever kun 6; Jim Bowie og Davy Crockett dør

### Maj
- 15. maj - Francis Baily observerer "Bailys perler" under en solformørkelse

### Juni
- 15. juni – Arkansas bliver optaget som USA's 25. stat

### Juli
- 29. juli - Triumfbuen i Paris indvies

### Oktober
- 2. oktober - Charles Darwin vender tilbage fra sin rejse med HMS Beagle

### Udateret
- Præsidentvalget i Chile 1836

## Født
- 2. februar – Wilhelm Hellesen, dansk batteriopfinder og -fabrikant (død 1892)
- 8. maj – Sophus Schandorph, dansk digter (død 1901)
- 4. august – Vilhelm Dahlerup, dansk arkitekt (død 1907)
- 8. december - Conrad Alexander Fabritius de Tengnagel, kammerherre og stiftamtmand (død 1926)

## Dødsfald
- 6. marts – Davy Crockett, amerikansk pelsjæger og politiker. Født 1786.
- 10. juni – André-Marie Ampère, fransk videnskabsmand.
- 28. juni – James Madison, USA's fjerde præsident (født 1751).
- 6. november – Karl 10. af Frankrig, sidste konge af Frankrig (født 1757).